# Hu Tao
Hu Tao (en chino: 胡桃, romanizado: Hú Táo, lit. 'Walnut') es un personaje jugable en el videojuego de rol de acción Genshin Impact. Su voz viene de Brianna Knickerbocker en inglés, Tao Dian en chino, Rie Takahashi en japonés y Kim Ha-ru en coreano. Entre el contexto del juego, ella se sirve como la 77.º directora de la Funeraria El Camino entre el país de inspiración china de Liyue. Se inicio su debut como un personaje jugable durante la segunda fase de la versión 1.3 del juego en el 2 de marzo de 2021..

## Creación y diseño
Entre las siguientes semanas del desarrollo inicial de Genshin Impact en septiembre de 2020, algunos jugadores descubrieron algunos personajes inéditos entre los archivos del juego, con Hu Tao entre ellos. Ese resultó en fugas y que, el personaje podía tener su debut oficial en la versión 1.3 del juego, pero Hu Tao no se mencionaba en la vista previa del vídeo, decepcionando a varios jugadores que estaban esperando a su desarrollo. Al fin de febrero 2021, un mes después del desarrolló del versión 1.3, miHoYo anunció que Hu Tao sería lanzada oficialmente en la segunda fase de la versión 1.3 del juego, incluyendo su capítulo de misión legendaria, «Papilio Charontis» con la misión desbloqueada después de completando Capítulo I: Acto II «Adiós, amo perfeccionado» de la misión de arconte. En el 27 de febrero, miHoYo desarrollado un vídeo de vista previa del personaje que describió Hu Tao como la directora de la Funeraria El Camino de Liyue, poseyendo la habilidad de ver fantasmas y en actualidad, la jefa de Zhongli. Sus habilidades y gameplay fue exhibido en el avance de personaje desarrollado en el 1 de marzo, con el anuncio y avance también mostrando su personalidad juguetona. En combate, Hu Tao se posee el elemento Pyro y su arma primaria es una lanza. Sus habilidades se requiere sacrificar la salud para agregar a su daño con el jugador necesitando a manejar su salud y utilizar las habilidades de otros personajes.
La actriz de voz china de Hu Tao, Tao Dian, describió a la personaje como una chica «escalofriante y linda». Después de conociendo el personaje en profundidad, encontré que Hu Tao, con su personalidad internal haciendo madura y fuerte, mantiene la natura inocente y jovial de una niña. En la superficie, ella a veces se toma los temas de la vida y muerta a la ligera, pero en actualidad, tiene un entendimiento de la gravedad del tópico, tratando las maneras con respecto con sinceridad y respecto. Las actrices de voces inglés y japonés son Brianna Knickerbocker y Rie Takahashi respectivamente. Takahashi expresó sorpresa a la complejidad del personaje cuando se recibió su Información de fondo. En el sitio de grabación, fue más sorprendida cuando se fue dirigido de «haza rara» después de su interpretación de Hu Tao teniendo una personalidad engañosa.

## Apariencias
Hu Tao trabaja como la 77.º directora de la Funeraria El Camino con las responsabilidades de planeando funerales y trabajos similares, pero a veces se descansa durante los fines de semanas. Para la mayoridad del tiempo, se muestra una personalidad viva y activa, a veces haciendo bromas a otros personajes pero se tome su profesión con sinceridad. En las días iniciales de su administración, ella fue cuestionado por los otros funerarios por su edad de solo 13 años de edad. La dirección de Hu Tao podría ser al nivel más alto calibre y agregando el prestigio de la Funeraria, satisfactorio a los otros funerarios. Ese también tenía el beneficio del sujetó de los funerales menos tabú ente Liyue y como ella obtenido su visión. Ella también es una poeta «famosa» local, a veces viajando para acumular materiales e inspiración para su potería. Ella misma se describe como una «poeta oscura de la escuela del callejón» y es proficiente en escribiendo versos ramplones con sus trabajos haciendo muy reconocible hasta que los niños recitan ellos.
Después de su desarrolló oficial en la versión 1.3 de Genshin Impact, jugadores puede obtener a ella por «deseos» entre el juego. Hu Tao solo podría ser obtenido por estandartes específicos que fue disponible durante la actualización. Entre su gameplay, ella fue deseñado como un personaje ofensivo con potencial de bueno daño. La diferencia entre ella y otros personajes ofensivos es que sus puntos de salud se bajan cada vez uno de sus ataques se convirtiese a un ataque Pyro y se agrega daño. Su habilidad definitiva consiste de un ataque a distancia que se restaura su salud parcialmente si se pega un objetivo. Cuando su salud es menos de o igual a medio, el daño y salida de curación de su habilidad definitiva se agrega. Se regreso para las versiones 2.2, 3.4, 4.1 y 5.1.

## Promoción y recepción
En respuesta a las expectativas altas del personaje, el equipo de producción pospuesto el avance de Hu Tao hasta después del anual Rito de la Linterna para evitar potencial controversia sobre el anuncio del personaje durante el rito con Hu Tao marcando su desarrolló algunos días después. El 2 de marzo también correspondió con el Tung Shing, que tenía terminología como sacrificio, consagración y los funerales, con algunos percibiendo como una decisión deliberada. En el 23 de mayo de 2022, Hu Tao apareció entre una collación de cartas entre una colaboración con Bandai. En el 9 de agosto de 2022, el fabricante de teléfonos chino OnePlus anuncio una variante de edición limitada del OnePlus Ace Pro con un deseño inspirado de Hu Tao. En adición, un traje creado por las hinchas luego fue implementado entre el videojuego de rol de acción Tower of Fantasy.
Hu Tao fue bien recibido entre su desarrolló con los jugadores creándose varios fan-works. Sisi Jiang de Kotaku cree que su gameplay fue un factor significante y atribuido su popularidad a «su linda apariencia gótica y personalidad excéntrica». GameDaily cree que el equipo de producción presto atención a los detalles de su deseño cuando introduciendo el personage, como sus constelaciones relacionando con su poesía y a su profesión entre la Funeraria. En un análisis sobre la popularidad del personage, escritor de Game Grape Jiulian Baodeng dice que su popularidad viene por su escenario y rol dentro de la historia del juego, notando que el personage se apela a los valores y acciones que los demográficos jóvenes se anhelan.
En enero de 2023, en parte del anual Rito de la Linterna, Hu Tao canto una canción de rap que ganó recepción negativa por las hinchas y los medios de prensa del juego con algunos diciéndose que ella debería a esconderse su «talento oscuro». Tyler Colp, escribiendo por PC Gamer, observo que algunas críticas hacen comparaciones negativas al streamer Mori Calliope. Colp también dice que hay una posible polémica sobre la localización, notando que la versión inglés del juego estaba forzando sus personajes a «adherirse a los estereotipos del anime», quitando los matices presentes en la versión original china, describiendo la situación como un «un constante punto de contención para las hinchas». Entre una perspective difernete, Tilly Lawton entre un artículo para Pocket Tactics, dice que todos las versiones del canto de Hu Tao afuera de la interpretación china fueron mediocres. Lawton también explico que alguna razón para la fuerte recepción fue sobre por qué varias hinchas estaban «estaban esperando a nuestra chica fantasmal a tener un momento raro a brillar».
Su video de avance excedió un millón vistas entre siete horas después de su lanzamiento en YouTube, con Genshin Impact subiendo entre la lista de los más vendidos de iOS entre siete regiones y estaba entre el alto 10 entre la lista de los más vendidos en 41 regiones en el mismo día de su desarrolló. En noviembre en el mismo año, ella tenía su segundo estandarte y la gran cantidad de jugadores en el juego a la misma vez causó el server más largo del juego «Celestia» a tener una implosión internal. Entre ese día, el juego encabezó la lista de los más vendidos en 31 regiones, la primera vez que Genshin Impact encabezó las gráficas simultáneamente en China, China, Hong Kong, Taiwán, Estados Unidos, Japón y Corea del Sur. En acuerdo con los estadísticos del App Store y Google Play por Sensor Tower, en el día que el estandarte de Hu Tao fue desarrollado, se trajo un ingreso de 12,9 millones de dólares estadounidenses a MiHoYo. Una estudia similar fue realizado donde fue reportado que entre el primer día, su desarrollo trajo 100 mil millones de yen. Su estandarte con Yelan durante la versión 3.4 trajo un nivel de ingreso más alto en el 1 de marzo de 2023. También mantiene una usa alta entre el Espiral del Abismo en los estadísticos de la versión 3.4, ocupando el puesto 17.